# Marielle de Sarnez

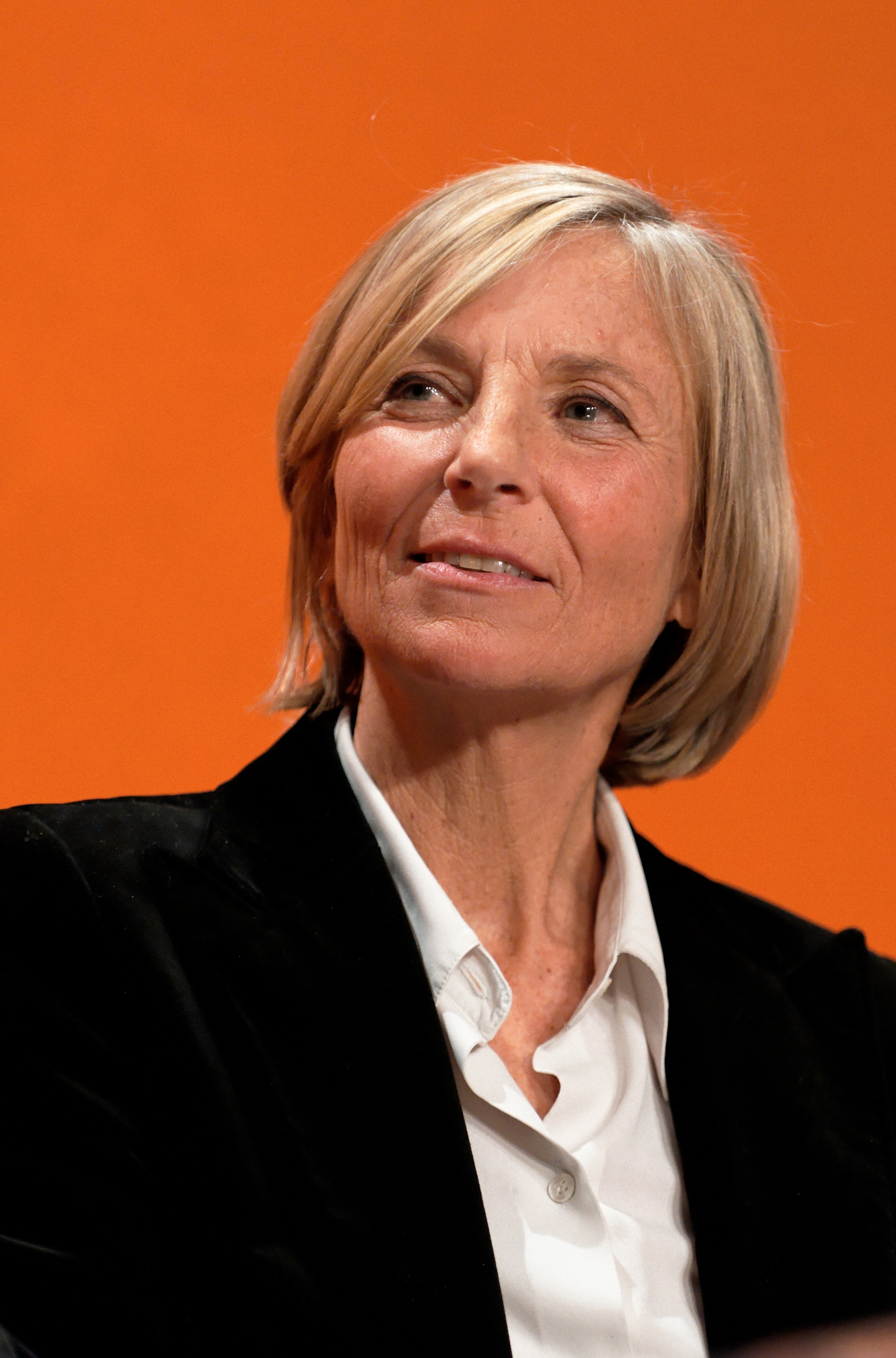
Marielle de Sarnez

Marielle de Sarnez (n. 27 martie 1951, Paris, Île-de-France, Franța – d. 13 ianuarie 2021, Paris, Métropole du Grand Paris, Franța) a fost o politiciană franceză, membră a Parlamentului European în perioada 1999-2004 și în perioada 2004-2009 din partea Franței. 